# Stiftskerk Sint-Clara
De Stiftskerk Sint-Clara (Stiftskirche St. Clara) is een rooms-katholiek kerkgebouw in Hörde, dat sinds 1928 een stadsdeel van Dortmund vormt. Vanwege de circa twee miljoen bakstenen die voor de bouw van de kerk nodig waren, noemt men de kerk ook Ziegeldom (Baksteenkathedraal).  

## Voorgeschiedenis
In 1339 stichtte de edelman Koenraad van der Mark en zijn vrouw Elisabeth van Kleve een Clarissenklooster, dat enkele meters achter de huidige kerk stond. Het stift werd in 1583-1584 veranderd in een vrij damesstift. In 1811 werden de kerkelijke- en kloostergoederen door Napoleon in beslag genomen en het stift Clarenberg opgeheven. De oude stiftskerk werd op 13 september 1813 samen met de pastorie en de brouwerij aan de parochie overgedragen. De oude kloosterkerk werd in het jaar 1864 afgebroken, enkele kunstwerken kregen weer een plaats in de huidige kerk.

## Geschiedenis
Na de reformatie woonden er nog slechts 4 katholieke families in Hörde. De opening van een ijzerfabriek in het toenmalige dorp Hörde in het jaar 1840 bracht een sterke toestroom van katholieke arbeiders teweeg. De kleine stiftskerk kon alle gelovigen nu niet meer bergen en de noodzaak van een nieuw te bouwen kerk diende zich aan. Ondanks weerstand van monumentenzorg liet men de stiftskerk in 1864 afbreken. De eerste steen voor de huidige pijlerbasiliek werd op 5 mei 1863 gelegd. Het ontwerp werd voor de neogotische baksteenkerk werd geleverd door Arnold Güldenpfennig, een architect die zich verdienstelijk maakte met het ontwerpen van veel sacrale bouwwerken. Na twee jaar bouwen kon de kerk op 30 mei 1865 worden gewijd. 
In de Tweede Wereldoorlog, tijdens een bombardement op 22 mei 1944, liep de kerk zware schade op. Een bom trof de toren die brandend, met de enige klok die de kerk nog bezat, naar beneden stortte. Bij de bommenregen op de woonhuizen aan de noordzijde van de kerk werden door de luchtdruk alle glas-in-loodramen aan die zijde verwoest. Omdat er geen materiaal was om te reparatiewerkzaamheden uit te voeren, stortte later ook het dak en de gewelven in. 
Na de oorlog vond herstel plaats, waarbij de kerk in eerste instantie een stompe toren kreeg. Vanaf 1949 konden er weer missen worden opgedragen. Bij de restauratie van 1961 werd het prachtige hoofdaltaar vernield, terwijl de oude zijaltaren en de kansel eveneens werden verwijderd. Op 4 februari 1987 keerde de torenspits met een kraan op spectaculaire wijze terug op de kerk. In beide oorlogen werden er klokken van de kerk onteigend. De vier huidige klokken zijn allemaal naoorlogs en luidden voor het eerst in 1954. Tussen 1985 en 1995 volgde een omvangrijke modernisatie en renovatie van het interieur. In 2009 werd de kerk van buiten gerenoveerd.

## Interieur
- De kerk heeft een triomfkruis uit de 15e eeuw.
- Uit de oude kloosterkerk dateert de overkapping boven de sacristiedeur met het hoofd van Christus (1339).
- Bij het noordelijk portaal aan de rechterkant staat een epitaaf van  de in het jaar 1398 bij een gevecht omgekomen Diederik van der Mark.
- Aan de linker zijde van het noordelijk portaal bevinden zich wapenstenen van de adelgeslachten die met het klooster in verbinding stonden.
- Uit de kloosterkerk werden overgenomen de uit de 16e eeuw stammende Madonna (links van het koor), de heilige Clara (rechts van het koor), Joachim en Anna (onder de oude orgelgalerij) met het later toegevoegde Mariakind.
- De 14 kruiswegstaties zijn in 1876 door Heinrich Repke vervaardigd en werden recentelijk gerenoveerd.
- De moderne vensters zijn van Wilhelm Buschulte[2].

## Orgel
Het orgel werd in 1995 gebouwd door de Gebroeders Stockmann uit Werl. Het sleepladen-instrument heeft 36 registers verdeeld over twee manualen en pedaal. De speeltracturen zijn mechanisch, de registertracturen elektrisch.